# Gravhøj
En gravhøj er et fortidsminde og som regel fredet. Gravhøjene er begravelsespladser fra den tidligste bondestenalder til overgangen til kristen tid i slutningen af vikingetiden. 
En gravhøj er som regel bygget af jord, tørv og sten over et gravsted. Gravstedet kan indeholde flere grave. Det er almindeligt med en primærgrav i centrum af højen, og der kan derudover være flere sekundærgrave længere oppe i højen. Højenes størrelse og udformning varierer betydeligt. Det kan hænge sammen med den dødes status. Oftest er en gravhøj rund i grundplanen, og kaldes en rundhøj. Aflange høje kaldes langdysser. 
Gravhøje er kendt fra forskellige tider over store dele af verden. De tidligste stammer fra de ældste jordbrugskulturer i Europa og den vestlige del af Asien. I Danmark er der registreret spor efter ca. 85.000 gravhøje, mens der i dag er godt 22.000 fredede gravhøje spredt over hele landet.
Ikke alle byggede høje er grave. Nogle er tomme og har måske været mindesmærker. Mange har  religiøs betydning, og der kan have foregået kultiske handlinger af forskellig art. Høje, der er flade på toppen, kan have være bebygget, eller kan have været brugt til ritualer som dans eller til møder jf. "tinghøje".

## Stenalderens høje
I den tidlige del af bondestenalderen (fra ca. 3900 f.Kr. til 1800 f.Kr), også kaldet tidlig neolitikum, bestod gravhøjene af stenbyggede kamre, dyssekamre, hvoromkring der blev opkastet en jordhøj. De ældste dysser havde kun en enkelt sten som overligger, og bliver efter højens form omtalt som runddysser eller langdysser. I slutningen af tidlig neolitikum blev kamrene dækket af flere sten, hvorved jættestuen var skabt. Dysserne var oprindelig anlagt som begravelser for én person, men de blev senere brugt til flere, efter de døde var skeletteret. Det har sandsynligvis resulteret i udviklingen af jættestuen. 
I den mellemste del af yngre stenalder (mellemneolitikum) brugtes igen enkeltbegravelser: den døde blev begravet i almindelige jordfæstegrave, hvorover der kastedes en høj, der kunne være mellem en og to meter høj. Højen kunne bruges igen, hvorved den voksede. Perioden kaldes også for enkeltgravstid.
I slutningen af bondestenalderen (senneolitikum) blev de døde begravet i en stensat kiste,  en hellekiste, med en mindre høj over.

## Bronzealderens høje
I første halvdel af bronzealderen ændrede begravelsesskikken sig endnu engang. Nu blev de døde begravet i egekister med en kæmpemæssig tørvebygget høj over. Det medførte, at mange af egekisterne er bevaret til vore dage, da der dannedes en alkappe omkring kisten, der holdt på vandet og forhindrede, at træet gik i forrådnelse. Som et eksempel kan nævnes Egtvedpigen, der i 1921 blev fundet i gravhøjen Storhøj ved Egtved.
Danmarks største høj, Hohøj ved Mariager stammer også fra denne periode. Bronzealderens høje er gerne placeret markante steder i landskabet.
I yngre bronzealder kom urnebegravelser; urnerne blev nedsat i de eksisterende høje.

## Jernalderens høje
I den tidligste del af jernalderen, også kaldet førromersk jernalder, brugtes stadig urnebegravelser; men urnerne blev nedsat i en lille høj, knap en meter høj, der var omgivet af en grøft. Denne højtype, der i dag stort set er forsvundet grundet dyrkning, kaldes en tuegrav. 
Ved slutningen af yngre jernalder og overgangen til vikingetiden genopstod højene. De kendes især fra kongemagtens tidlige centrum som Jelling i Danmark og Uppsala i Sverige. Sydhøjen i Jelling, der blev færdigbygget o. 975, er sandsynligvis den yngste høj, der kendes i Danmark, da landet herefter gik over til den kristne tro, og danskerne ikke længere opkastede høje over de døde.
Raknehaugen i Norge er Nordens største gravhøj, beliggende på Hovin i Ullensaker kommune i Akershus. Den er 77 meter i diameter og oprindeligt 18 meter høj. Ifølge sagnet rummede den en konge begravet mellem to hvide heste. Raknehaugen stammer sandsynligvis fra folkevandringstiden.
Den yngste gravhøj i Norge er fra 1930, da forfatteren Jacob Breda Bull blev begravet udenfor Ydre Rendalen kirke.

## Forsvundne høje
Et stort antal høje er gået til. Det vides, at mange er pløjet ned og kan måske anes som en svag forhøjning eller en lysere plet i marken. Først forsøgte man med fredningsloven af 1937 at redde de tilbageværende høje, men loven var paradoksalt nok selv med til at gøre det af med mange høje, da jordejerne fik travlt med at fjerne høje, der lå i vejen, inden det var for sent. Gravhøje er formentlig også forsvundet på grund af behovet for sten til byggeri af kirker og slotte.

## Fædrenes spor
Johannes V. Jensens digt Hvor smiler fager den danske Kyst nævner gravhøjene: 
Alvolig taler ved alfarvej
med grønsvær tækket de gamles grave.
Henfarne slægter, forglem dem ej!
I arv de gav dig en ædel gave.
Henfarne slægter
i landets marv
sig ej fornægter.
Bevar din arv!
Hvad hånden former, er åndens spor.
Med flint har oldbonden tømret, kriget.
Hver spån du finder i Danmarks jord
er sjæl af dem, der har bygget riget.
Vil du selv fatte
dit væsens rod,
skøn på de skatte,
de efterlod!

## Gravhøje i andre lande
Fra Japan kendes de meget karakteristiske nøglehulsformede kofun-gravhøje fra 3. til 7. århundrede e.Kr.